# Verfassungsreferendum in Dschibuti 1992
Ein Verfassungsreferendum wurde am 4. September 1992 im ostafrikanischen Staat Dschibuti durchgeführt. Die neue Verfassung sollte erstmals seit der Unabhängigkeit eine Mehrparteiensystem im Land einführen. Eine zweite Frage an die Wähler betraf eine Regelung, nach der die Zahl der politischen Parteien auf vier beschränkt werden sollte. Beide Vorschläge wurden von mehr als 97,9 % der Wähler bei einer Wahlbeteiligung von 75,2 % angenommen. Daraufhin fanden im selben Jahr die ersten Mehrparteien-Wahlen statt.

## Ergebnisse

### Neue Verfassung
|                       | Stimmen | %    |
| --------------------- | ------- | ---- |
| Dafür                 | 101.287 | 98,1 |
| Dagegen               | 2.013   | 1,9  |
| Ungültige Stimmen     | 1.504   | -    |
| Total                 | 104 804 | 100  |
| Quelle: Nohlen et al. |         |      |

### Begrenzung der Anzahl der politischen Parteien
|                       | Stimmen | %    |
| --------------------- | ------- | ---- |
| Dafür                 | 101.125 | 97,9 |
| Dagegen               | 2.177   | 2,1  |
| Ungültige Stimmen     | 1.504   | -    |
| Total                 | 104.804 | 100  |
| Quelle: Nohlen et al. |         |      |